# Застава Самаре
Застава Самаре (буг. Самарско знаме) је била застава бугарских добровољаца који су учествовали у руско-турском рату. Име је добила по руском граду Самара, где су је сашиле тамошње монахиње на поклон бугарским добровољцима 18. маја 1877. Застава је за Бугаре великог значења и често је била у биткама чувана од отимања уз велике жртве.
Данас се оригинал налази у Војном музеју у Софији а постоје и две реплике, једна је послата у Русију и налази се у Војном музеју у Москви. 

## Структура заставе
Застава је сашивена од свиле, у пансловенским бојама. Квадратног је изгледа са димензијама 1.85 × 1.90 m. На средини је крст са Богородицом и Ћирилом и Методијем, рад Николаја Симакова из Санкт Петербурга.